# جونقكوك
جيون جونقكوك (هانغل: 전정국) ولد في 1 سبتمبر 1997، يشتهر ويُعرف أكثر بأسمه الفني جونقكوك (يُنطق جونغ كوك)، هو مُغني كوري، وكاتب أغاني، ومُنتج تسجيلات. هو عضو ومغني صوتي رئيسي لفرقة بي تي أس الكورية.

## حياته
جون جونقكوك (هانغل: 전 정 국) وُلد في 1 سبتمبر 1997 في بوسان، كوريا الجنوبية. تتكون عائلته من والديه وأخوه الأكبر. درس المرحلة الابتدائية والمتوسطة في مدرسة بايكيانغ في بوسان. عندما أصبح مُتدرب نُقل إلى مدرسة سينقو المتوسطة في سيؤل. في بادئ الأمر كانت أحلام جونقكوك عُندما كان صغيرًا أن يُصبح لاعب تنس ريشة ولكن عندما رأى أداء جي دراغون لأغنية هارت بريكير على التلفاز، ألهمهُ ذلك في أن يُصبح مُغنيًا.
في 2011 خضع جونقكوك لتجربة أداء في برنامج المواهب سوبر ستار ك بكوريا الجنوبية خلال إقامتهم لتجارب أداء في مدينة دايغو. بالرغم من أنه لم يتم ترشيحه إلا أنه حصل على 7 عروض من 7 شركات ترفيهية مختلفة. في النهاية، إختار جونقكوك أن يصبح مُتدرب في شركة بيغ هيت إنترتينمنت بعد أن رأى آر إم والآن هو زميلهُ بالفرقة والقائد لفرقة بي تي إس. من أجل أن يعمل على تطوير مهاراته في الرقص واستعداداً للترسيم ذهب إلى لوس أنجلوس في صيف عام 2012 ليتلقى تدريباً على الرقص من مدرسة Movement Lifestyle. ظهر جونقكوك في يونيو 2012 في الفيديو الموسيقي للمغني جو كوون "I'm da one". وقد عمل أيضاً كراقص خلفي لفرقة جلام قبل أن يتم ظهوره أو اختياره. تخرج من مدرسة سول للفنون التعبيرية عام 2017. في نوفمبر عام 2016 قرر جونقكوك بأنهُ سيتخلى عن الاختبار الوطني الكوري لدخول الجامعة. والآن سَجل جونقكوك في الجامعة العالمية الإلكترونية مع العديد من أعضاء الفرقة مثل آرإم وجايهوب، ڤي وجيمين.
ذكر جونقكوك بأن المغنين الذين يلهمونه موسيقياً هم جاستن بيبر، جاستن تمبرليك وأشر.

## مسيرته

### 2013–حتى الآن: بي تي أس
في 12 يونيو عام 2013، تم ترسيم جونقكوك كعضو من فرقة بي تي أس عندما تم الإعلان عن ألبوم 2 كول 4 سكول. تحت اسم بي تي أس، يمتلك أغنيتين منفردتين؛ الأولى أغنية البوب "Begin" من ألبوم وينقز والذي تم إصداره في عام 2016، كلمات الأغنية كانت هي عن قصته وإنتقاله لسيؤول في سن صغير وكيف أصبح فناناً وعبر عن امتنانه لأعضاء فرقته لاهتمامهم به بذلك الوقت. الأغنية الثانية هي بعنوان النشوة وأصدر معها فيلم مُدته 9 دقائق تقريبًا في تاريخ 5 أبريل 2018 كمقدمة للجزء الثالث من سلسلة لوف يور سيلف لفرقة بي تي أس. ضُمنت النسخة الكاملة من الأغنية لألبومهم لوف يور سيلف: أنسر والذي تم الإعلان عنه بتاريخ 24 أغسطس 2018. أُنتجت أغنية النشوة من قِبل دي جي سويفل واحتلت المركز الخامس في مخطط البيلورد لأعلى الأغاني. وقد بقيت بمخطط مبيعات الأغاني الرقمية لـ13 أسبوعاً.
نُسبت لجونقكوك حقوق الإنتاج في أغنيتين من أغاني بي تي أس وهم "Love is not over" و"Magic Shop". في 25 من أكتوبر 2018 كُرم جونقكوك مع زملائه بالفرقة بوسام الإستحقاق الثقافي من قِبل رئيس كوريا الجنوبية.

### 2015–حتى الآن: النشاطات المُنفردة

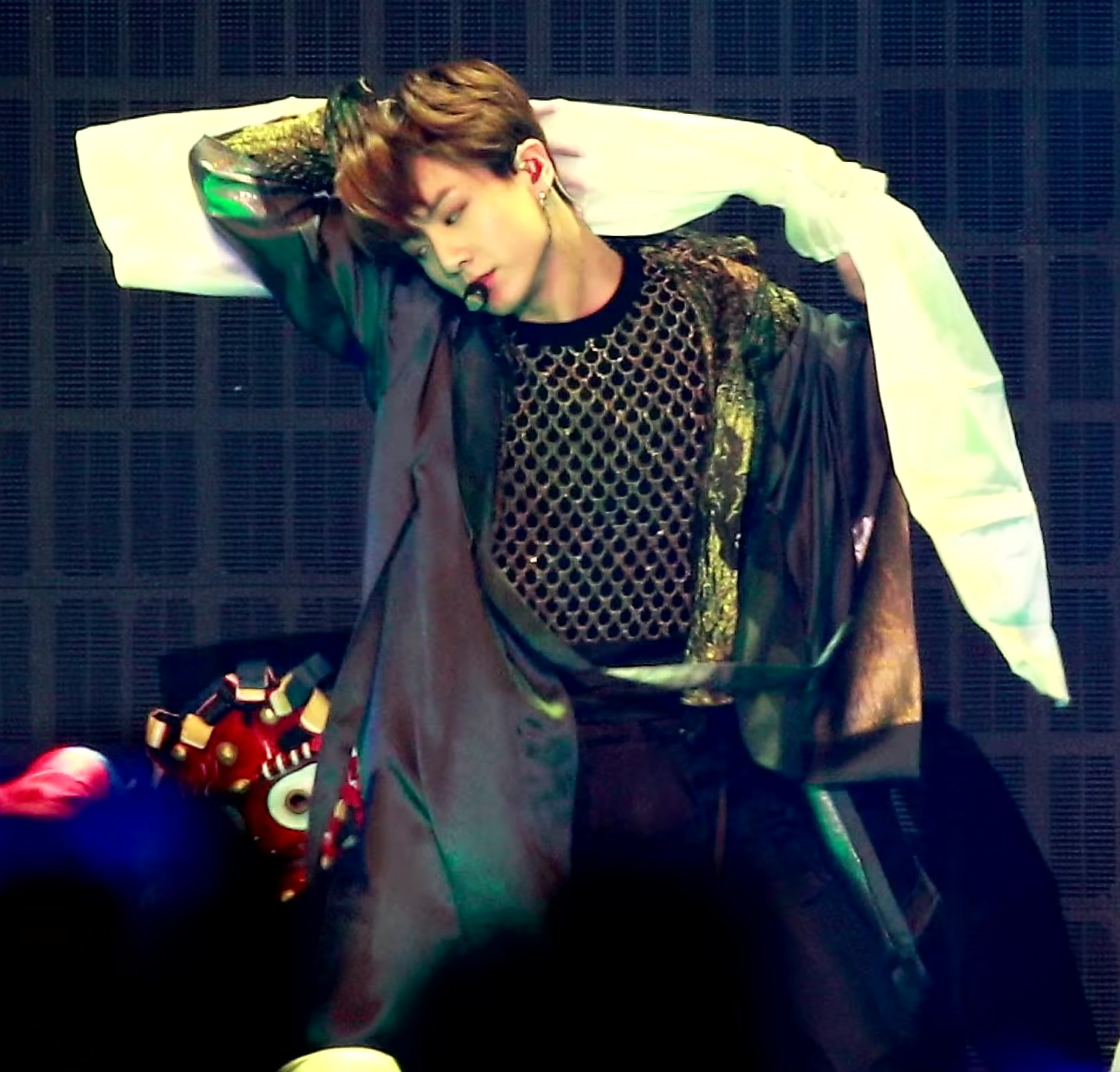
جونقكوك وهو يؤدي أغنية أيدول في جوائز ميلون 2018.

في سبتمبر عام 2015 شارك جونقكوك في حملة «حلم واحد، كوريا واحدة» وأخذ جزءًا من أغنية تم التعاون فيها مع العديد من الفنانين الكوريين من أجل ذكرى الحرب الكورية. تم نشر الأغنية بتاريخ 24 سبتمبر وتم أدائها في حفل One K الموسيقي في سوول في 15 أكتوبر.
في 2016 تم ضم جونقكوك في طاقم تمثيل أولى حلقات برنامج طاقم الزهور. وظهر أيضًا في برنامج برومانس سيلبريتي، وتنافس في برنامج ملك قناع المغني تحت اسم رجل المبارزة بالحلقة 72 من البرنامج.
في 6 نوفمبر 2018 أدى جونقكوك أغنية "We Don't Talk Anymore" مع المغني الأصلي لها تشارلي بوث في المسرح خلال حفل جوائز جيني الموسيقية، وكانت الأغنية تم نشرها سابقًا مرتين ومع زميله في بي تي أس بارك جيمين.

## مكانته وتأثيره
تم إجراء استطلاع في عام 2019 بواسطة مؤسسة غالوب الكورية، صُنف جونقكوك بالمركز الثالث لأكثر المشاهير شهرةً في كوريا الجنوبية. كان ظهوره الأول في القائمة في عام 2016 ولقد كان بالمركز 20، ثم احتل المركز 17 في عام 2017، ثم المركز الثامن في عام 2018.
في عام 2018، احتل جونقكوك المركز الأول لمدة 10 أسابيع متتالية في مجلة ‘Hi China’ ضمن قائمة المشاهير المحبوبين في الصين. في أكتوبر عام 2018 حطم جونقكوك الرقم القياسيّ لأكثر عدد مشاهدين في الوقت حالي في تاريخ تطبيق في لايف خلال بثه المباشر المنفرد مع أكثر من 3,7 مليون مشاهد عالميًا. في ديسمبر 2018 كانت تغريدة جونفكوك التي كانت عبارة عن مقطع فيديو له وهو يغني في الاستوديو الخاص به أكثر تغريدة مُعاد تغريدها في كوريا الجنوبية في ذلك العام. العديد من الفنانين قاموا بإختياره كمؤثر وكقدوة لهم، منهم كيم دونغ هان وهيونق سيوب أكس إيوونق.
في يناير عام 2019 كشف جونقكوك أنه يستخدم العلامة التجارية داوني منعم ومُلطف الأقمشة لغسل ملابسه. مما أدى ذلك إلى ارتفاع غير متوقع في مبيعات العلامة التجارية وبيع المنتج بالكامل لمدة شهرين متتالين، وارتفعت أسهم الشركة التجارية حوالي 11% في ذلك اليوم.
تم بيع النبيذ 'Merlot March wine' الذي كان يشربه جونقكوك أثناء بثه على تطبيق لـV Live بالكامل بعد وقت قصير من البث.
بعد أن تبين أن جونقكوك كان يقرأ كتاب «قررت أن أعيش كما أنا» للمؤلف كيم سوهيون، أصبح الكتاب من أكثر الكتب مبيعاً في كلٍ من كوريا واليابان، كما أصبح الكتاب الكوري الأكثر مبيعاً في اليابان في تلك الفترة القصيرة (تم بيع أكثر من 150 ألف نسخة في ثلاثة أشهر) تم نسب الفضل لحدوث ذلك إلى جونقكوك، وكان من المقرر نشر الكتاب أيضاً في دول أخرى، مثل تايلند والصين وإندونيسيا.
في يوليو عام 2019 أرتدى جونقكوك زي الهانبوك في المطار، أفادت شركة ‘Zijangsa’ أن الخادم توقف عن العمل واضطرت الشركة إلى تأخير عمليات التسليم لمدة ثلاثة أسابيع بسبب كثرة الطلبات. في سبتمبر عام 2019 ذكرت وسائل الإعلام الكورية أن جونقكوك أبتكر موضة الهانبوك في الصناعة الترفيهية الكورية، العديد من المشاهير بدأوا بإرتداهُ بسبب جونقكوك مثل؛ جون هيون مو، جانغ دو يون، غونغ هيو جن ومقدم الأخبار سيونق هوان ومقدم برنامج عودة سوبرمان بارك جو هو.
في عام 2019 تم تصنيف جونقكوك بالمركز الأول كالأيدول الكوري الأكثر بحثًا في مخطط منتصف العام لأعلى 50 عملية بحث عالمياً في جوجل لعام 2019، والذي تم إصداره من جوجل.

## ديسكوغرافيا

### أغاني مُنفصلة
| الاسم                                                        | السنة       | أفضل مراكز التصنيفات | أفضل مراكز التصنيفات | أفضل مراكز التصنيفات | أفضل مراكز التصنيفات | أفضل مراكز التصنيفات | أفضل مراكز التصنيفات | أفضل مراكز التصنيفات | أفضل مراكز التصنيفات | المبيعات         | الألبوم            |
| الاسم                                                        | السنة       | كوريا                | كندا                 | المجر                | نيوزيلاندا           | إسكتلندا             | المملكة المتحدة      | أمريكا بوب.          | أمريكا بيلبورد       | المبيعات         | الألبوم            |
| كفنان رئيسي                                                  | كفنان رئيسي | كفنان رئيسي          | كفنان رئيسي          | كفنان رئيسي          | كفنان رئيسي          | كفنان رئيسي          | كفنان رئيسي          | كفنان رئيسي          | كفنان رئيسي          | كفنان رئيسي      | كفنان رئيسي        |
| ------------------------------------------------------------ | ----------- | -------------------- | -------------------- | -------------------- | -------------------- | -------------------- | -------------------- | -------------------- | -------------------- | ---------------- | ------------------ |
| "ابدأ"                                                       | 2016        | 27                   | —                    | —                    | —                    | —                    | —                    | —                    | 5                    | - كوريا: 90,526  | وينقز              |
| "النشوة"                                                     | 2018        | 11                   | 86                   | 16                   | 9                    | 49                   | 45                   | 5                    | 2                    | - أمريكا: 15,000 | لوف يور سيلف: أنسر |
| التعاونات                                                    |             |                      |                      |                      |                      |                      |                      |                      |                      |                  |                    |
| "بيرفكت كرسمس" (مع جو كوون، ليم جيونج هي، جووهي، آر إم)      | 2013        | 45                   | —                    | —                    | —                    | —                    | —                    | —                    | —                    | - كوريا: 64,789+ | ليست ضمن الألبومات |
| "—" يدل على أن الإصدارات التي لم يتم إصدارها في تلك المنطقة. |             |                      |                      |                      |                      |                      |                      |                      |                      |                  |                    |

### أغاني أخرى
| السنة | الاسم                 | الإصدار        | مُلاحظات أخرى      | المصدر |
| ----- | --------------------- | -------------- | ----------------- | ------ |
| 2013  | "Like A Star"         | تحميل رقمي، بث | مع آر إم          | [ 59 ] |
| 2015  | "One Dream One Korea" | تحميل رقمي، بث | مع فنانين مُختلفين | [ 60 ] |
| 2016  | "I Know"              | تحميل رقمي، بث | مع آر إم          | [ 61 ] |
| 2016  | "I'm In Love"         | تحميل رقمي، بث | مع ليدي جين       | [ 62 ] |

### الكتابة والإنتاج
يتم تعديل جميع حقوق الأغاني من قاعدة بيانات جمعية حقوق الطبع والنشر لموسيقى كوريا، ما لم يذكر خلاف ذلك.
| السنة | الفنان   | الألبوم                             | الأغنية                     |
| ----- | -------- | ----------------------------------- | --------------------------- |
| 2013  | بي تي أس | 2 كول 4 سكول                        | "We Are Bulletproof Pt. 2"  |
| 2013  | بي تي أس | 2 كول 4 سكول                        | "No More Dream"             |
| 2013  | بي تي أس | 2 كول 4 سكول                        | "Outro: Circle Room Cypher" |
| 2015  | بي تي أس | اجمل لحظة في الحياة الجزء 1         | "Outro: Love Is Not Over"   |
| 2015  | بي تي أس | اجمل لحظة في الحياة الجزء 2         | "رن"                        |
| 2016  | بي تي أس | أجمل لحظة في الحياة: شباب إلى الأبد | "Dead Leaves"               |
| 2016  | بي تي أس | أجمل لحظة في الحياة: شباب إلى الأبد | "Run" (مكس بديل)            |
| 2016  | بي تي أس | أجمل لحظة في الحياة: شباب إلى الأبد | "Love Is Not Over"          |
| 2016  | بي تي أس | أجمل لحظة في الحياة: شباب إلى الأبد | "Run" (مكس رقص)             |
| 2016  | بي تي أس | الشباب                              | "Introduction: Youth"       |
| 2018  | بي تي أس | لوف يور سيلف: تير                   | "Magic Shop"                |
| 2020  | بي تي أس | خريطة الروح: 7                      | "My Time"                   |

## فيلموغرافيا

### فيديوهات موسيقية
| السنة | الاسم          | المُدة | المخرج    | مُلاحظة                                       | المصدر |
| ----- | -------------- | ----- | --------- | -------------------------------------------- | ------ |
| 2013  | "بيرفكت كرسمس" | 3:45  | غير معروف | مع آر إم، جو كون، ليم جيونغ هي، جو هي (8أيت) | [ 65 ] |

### التلفزيون
| السنة | الشبكة              | البرنامج          | الدور          | مُلاحظات                  | المصدر |
| ----- | ------------------- | ----------------- | -------------- | ------------------------ | ------ |
| 2016  | كي بي إس 2          | ميوزيك بانك       | مُضيف           | مع سانا (فرقة توايس)     | [ 66 ] |
| 2016  | مؤسسة منهوا للإذاعة | شوو! أوماك جونشيم | مُضيف           | مع بارك جيمين            | [ 67 ] |
| 2016  | مؤسسة منهوا للإذاعة | شوو! أوماك جونشيم | مُضيف           | مع جايهوب                | [ 68 ] |
| 2016  | نظام بث سول         | طاقم الزهور       | عضو ضمن الطاقم | حلقة تجريبية             | [ 30 ] |
| 2016  | مؤسسة منهوا للإذاعة | سيلبريتيي برومانس | عضو ضمن الطاقم | الموسم 8 (الحلقات 35–39) | [ 31 ] |
| 2017  | إم بي سي ميوزيك     | شوو تشامبين       | مُضيف           | لا تُوجد مُلاحظات          | [ 69 ] |

### الأفلام القصيرة
| السنة | الاسم      | المُدة | المُخرج                   | المصدر |
| ----- | ---------- | ----- | ------------------------ | ------ |
| 2016  | "Begin #1" | 2:35  | يونغ سيوك تشوي (لومبينز) | [ 70 ] |

## جوائز وترشيحات
| جائزة الحفل       | السنة | الفئة           | المُرشح  | النتيجة | المصدر |
| ----------------- | ----- | --------------- | ------- | ------- | ------ |
| جوائز MTV الألفية | 2019  | إنستقرامر عالمي | جونقكوك | فوز     | [ 71 ] |

## روابط خارجية
- جونقكوك على موقع IMDb (الإنجليزية)
- جونقكوك على موقع ميوزك برينز (الإنجليزية)
- جونقكوك على موقع أول موفي (الإنجليزية)
- جونقكوك على موقع أول ميوزيك (الإنجليزية)
- جونقكوك على موقع أول ميوزيك (الإنجليزية)
- جونقكوك على موقع ديسكوغز (الإنجليزية)
- جونقكوك على موقع قاعدة بيانات الفيلم (الإنجليزية)